# バレーボールシリア男子代表
バレーボールシリア男子代表は、バレーボールの国際大会で編成されるシリアの男子バレーボールナショナルチームである。

## 歴史
1955年に国際バレーボール連盟へ加盟。アジア選手権は初出場の第2回大会の1979年アジア選手権のみで、30年以上出場していない。世界選手権大陸予選の出場もないためFIVBランキングはランク外である。

## 過去の成績

### オリンピックの成績
- 出場なし

### 世界選手権の成績
- 出場なし

### アジア選手権の成績
- 1979年 - 10位